# Gládio

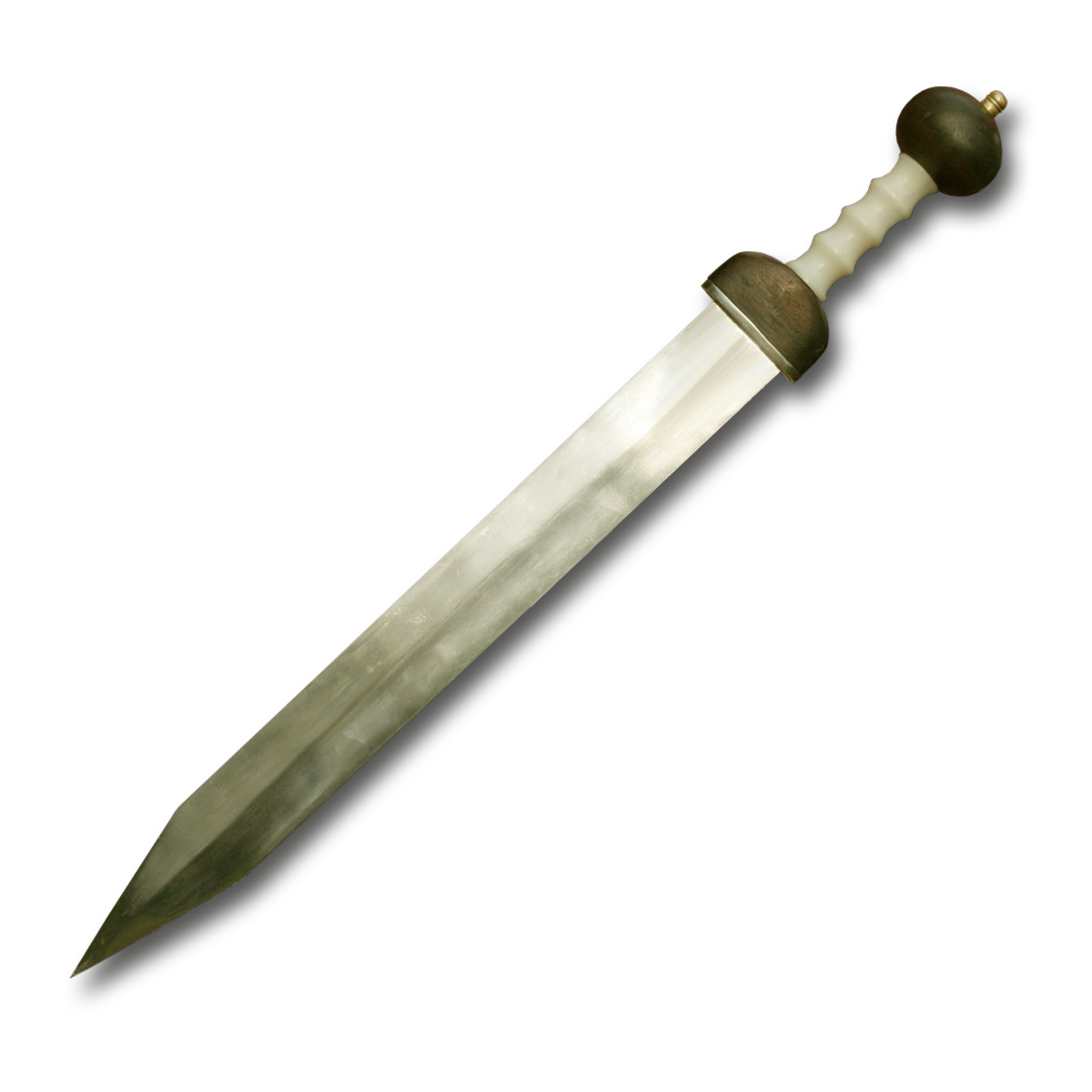
Gládio tipo "Pompeia"

Gládio (em latim: Gladius; em grego clássico: ξιφιον) é uma espada curta utilizada na Antiguidade, que os autores latinos chamavam ense (em latim: ensis).
É o mais antigo tipo de espada curta de lâmina recta de dois gumes conhecida. Caracteriza-se pela sua lâmina, tradicionalmente, bastante larga e quase da mesma largura do punho à ponta.
Na Idade do bronze eram inigualáveis e na Idade do ferro mantiveram a primazia, em relação a outros tipos de armas alternativas.
Na Grécia Antiga era tratado como uma arma de último recurso, ao passo que na Roma Antiga assumiu o papel de arma principal, logo depois do pilo, que era uma arma de arremesso. Tanto os hoplitas gregos, como os legionários usavam-no do lado esquerdo, de modo a mais facilmente o poderem sacar da bainha, passando a mão direita à frente do corpo, para segurar o cabo com o polegar próximo à lâmina.
Com o advento da Idade Média a cavalaria de guerra foi adquirindo cada vez maior destaque, em relação à infantaria, dando-se, por conseguinte, um
declínio da popularidade das espadas curtas, por sinal relegadas às mãos da plebe, que não raras vezes privilegia outro tipo de armamento com características mais semelhantes a alfaias agrícolas (como as armas de haste), face às espadas longas (vulgo espadas).
Depois do século XIX, foram substituídas por terçados ou sabres de infantaria, e mais tarde por por baionetas e facas de combate, as quais ainda são utilizadas nos dias de hoje.

## Etimologia
«Gladius» é a segunda declinação de um substantivo latino, designando qualquer espada, sem olhar concretamente à definição moderna de gládio. O plural no vocativo e nominativo é gladii. As mais antigas abonações da palavra aparecem em peças de Plauto (Casina, Rudens).
Crê-se que «gladius» seja uma estrangeirismo celta (do celta antigo kladios ou kladimos «espada», plausivelmente partilhando o mesmo étimo que «cleddyf», a palavra galesa para «espada», e claideb, a palavra clássica para «espada» em gaélico, que será claidid «escavadora»),que se introduziu no latim, presumivelmente, por via estrusca.
Outros autores, ainda, propõem que o étimo de origem seja kladi do gaulês e que terá permeado a língua romana, por ocasião das Guerras da Gália. O som K tinha tendência para se converter em G no latim, pelo que esta tese é bastante plausível. Énio assere que a palavra gladius terá substituído a palavra ensis, a antiga palavra latina para espada e que fora usada mormente por poetas até então.

## Predecessores da Idade do Bronze
Na Idade do Bronze, mercê da rudimentaridade dos conhecimentos metalúrgicos, os primeiros tipos de espadas eram de cobre, pouco maiores e mais pesadas do que adagas. Um exemplar dessas espadas prototípicas, descoberto no túmulo real da cidade de Ur, media cerca de 50 centímetros de comprimento e pesava à volta de 650 gramas. Foi com o desenvolvimento da metalurgia do bronze que foram surgindo espadas de maiores dimensões.

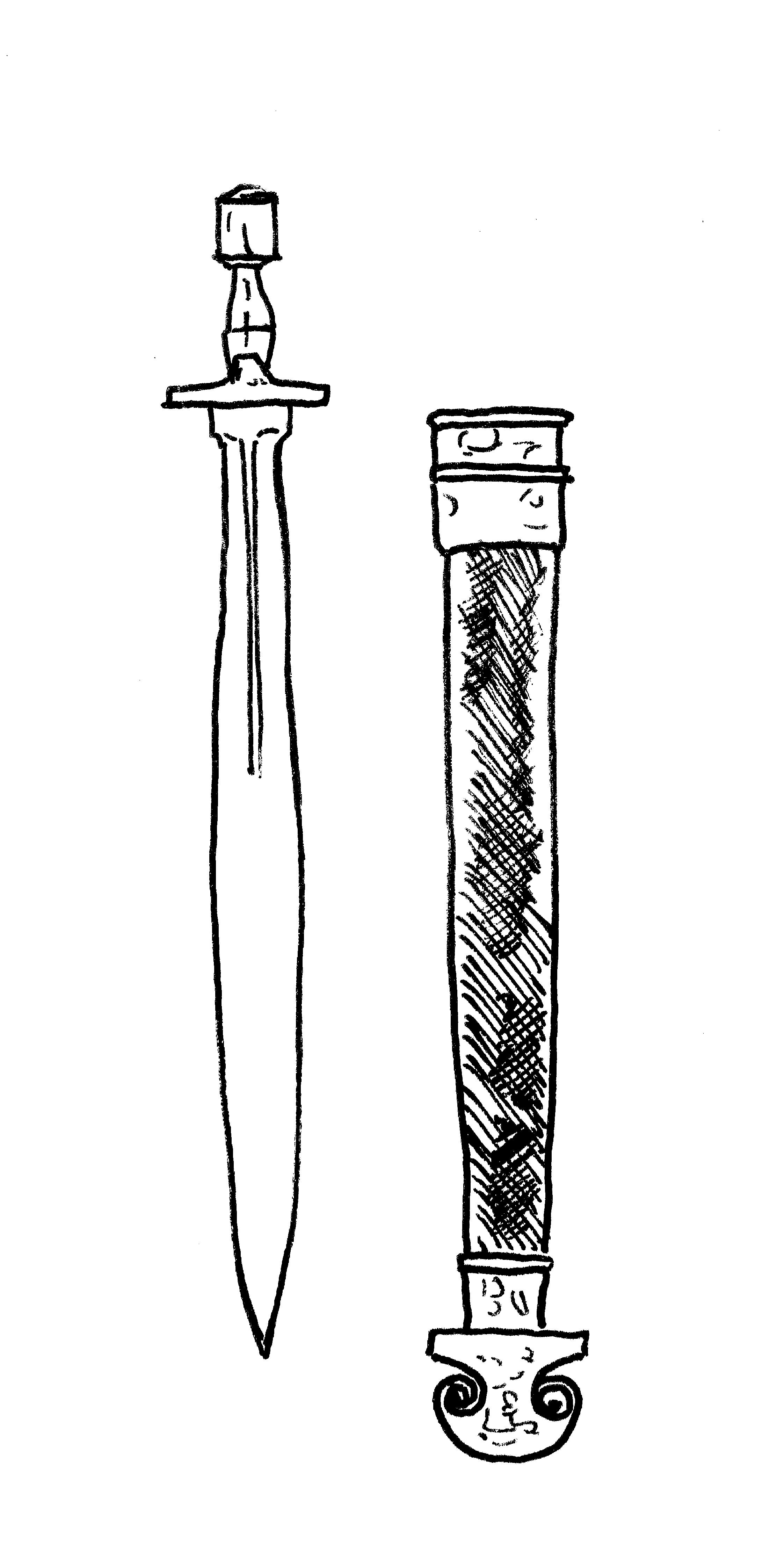
Gravura de um xifo

A civilização micénica foi concebendo diferentes protótipos de espadas, até se ir chegando a um conceito próximo daquilo que hoje entendemos como espada.
Primeiro surgiram as espadas perfurantes, que eram um tipo de espadas triangulares e pontiagudas, com reduzidas capacidades de corte, tanto mais que os gumes ainda não eram especialmente afiados, que mediam cerca de 45 centímetros de comprimento e pesavam perto de 900 gramas.
De seguida, surgiram as espadas cortantes, dotadas de dois gumes, as quais, por seu turno, não tinham grandes capacidades perfurantes, não estando a lâmina dotada de ponta afiada. Mediriam cerca de 50 centímetros de comprimento e pesariam aproximadamente 1,40 gramas e seriam forjadas de uma peça inteiriça, ou seja, o cabo e a lâmina provinham da mesma peça de metal. É importante ressaltar que há dificuldades técnicas muito concretas em afiar peças de bronze, pelo que o gume nunca será tão afiado como em peças de ferro, consequentemente, estas espadas, mesmo enquanto armas de corte, estavam muito mais dependentes do uso da força do que do fio do gume. A chamada "espada mista" (corto-perfurante) surge depois ainda, e já teria cerca de 76 centímetros de comprimento e já pesaria um quilo e meio.
Neste altura, as espadas ainda eram armas secundárias, a arma principal ainda era muito a arma de longo alcance, os arcos e as lanças. Ainda havia uma vantagem muito concreta em impor a distância sobre o inimigo e evitar um confronto demasiado à queima-roupa.
Homero elenca, nas suas obras, as seguintes designações de espadas curtas: "xifo" (espada genérica), "chalos" (espada feita de cobre), "phasganon" (espada de  lâmina foliforme e bigume) e a "aor" (espada robusta de folha larga).
Os predecessores dos celtas empregavam espadas de bronze de lâmina foliforme e gumes com alguma curvatura, que configuravam uma lâmina mais larga ao meio, mediam à volta de 78 centímetros de comprimento e podiam pesar até 1,35 quilos. Exemplares desses tipos de espadas foram encontrados por arqueólogos na Europa Central, na França Oriental, no Norte italiano e datam do século XII a.C. ao século VII a.C.

## Idade do Ferro
De acordo com Políbio, a espada usada pelas legiões romanas na Batalha de Telamão, em 225 a.C, era fundamentalmente uma arma perfurante, usada para fazer estocadas, embora fosse considerada largamente superior aos maljeitosos chanfalhos gauleses, que eram armas cortantes, por sinal.
O gládio romano, tal como o conhecemos hoje, terá tido duas fontes de inspiração: em primeira linha e talvez mais remotamente, o xifo grego (também alcunhado de gládio grego)  e, posteriormente, o gládio celtibérico.

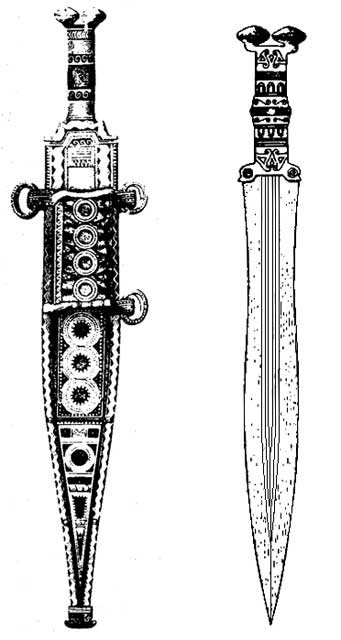
Gládio hispano, da Idade do Ferro

Com efeito, foi no contexto da Batalha de Canas (2.ª Guerra Púnica), em 215 a.C, que se fizeram as primeiras menções conhecidas ao gládio celtibero, a respeito das forças mercenárias celtiberas de Aníbal, como sendo uma arma que primava quer pelas suas capacidades de corte, como de estocada .
Há um texto atribuído a Políbio, que relata a adoção romana do uso das espadas ao estilo celtibero, mesmo já antes da Segunda Guerra Púnica, em que o próprio Políbio as consagra como "gladius hispaniensis" em latim e "iberiké machaira" em grego.
Crê-se que Cipião Africano foi um dos grandes promotores da adopção do gládio hispano, logo depois da Batalha de Cartagena de 209 a.C, tendo instruído os habitantes da região para que produzissem remessas dessa arma para provisionar a legião romana.
Em 70 a.C, tanto Tito Lívio como Quinto Cláudio Quadrigário narraram a história de Tito Mânlio Torquato, 347 a.C, que brandiu o gládio hispano num duelo contra um adversário gaulês em 361 a.C.
Há autores, todavia, que consideram que o gládio hispano fora importado pelos romanos, já na altura da Primeira Guerra Púnica (264-241 a.C), também, por inspiração dos confrontos com os mercenários celtiberos empregues pelos cartagineses, e que as menções que lhes fizeram na altura da Segunda Guerra Púnica já seria fruto de um anacronismo, à custa de uma confusão dos nomes usados para descrever aquele tipo de espada curta. Seja como for, o gladius hispaniensis ganhou destacada popularidade em 200 a.C no decurso da Segunda Guerra Macedónica, difundindo o terror sobre as hostes macedónias, especialmente nas primeiras escaramuças da cavalaria, que estrearam o conflito. Há autores que especulam a possibilidade de que gládio empunhado nesta altura pelas forças equestres romanas pudesse ter sido diferente dos gládios da infantaria, mas a maioria dos académicos descarta essa possibilidade.
Nas últimas décadas, a tese da origem celtibérica do gládio romano tem conhecido forte corroboração, especialmente com as sucessivas descobertas recentes de protótipos de gládios romanos, que denotam feitios que são puros decalques dos modelos celtiberos.
O gládio celtibero tem um feitio peculiar, distinto das espadas curtas gaulesas. Posteriormente, o gládio romano será substituído pelas spada, de influência germânica, por altura do final império.

## Características

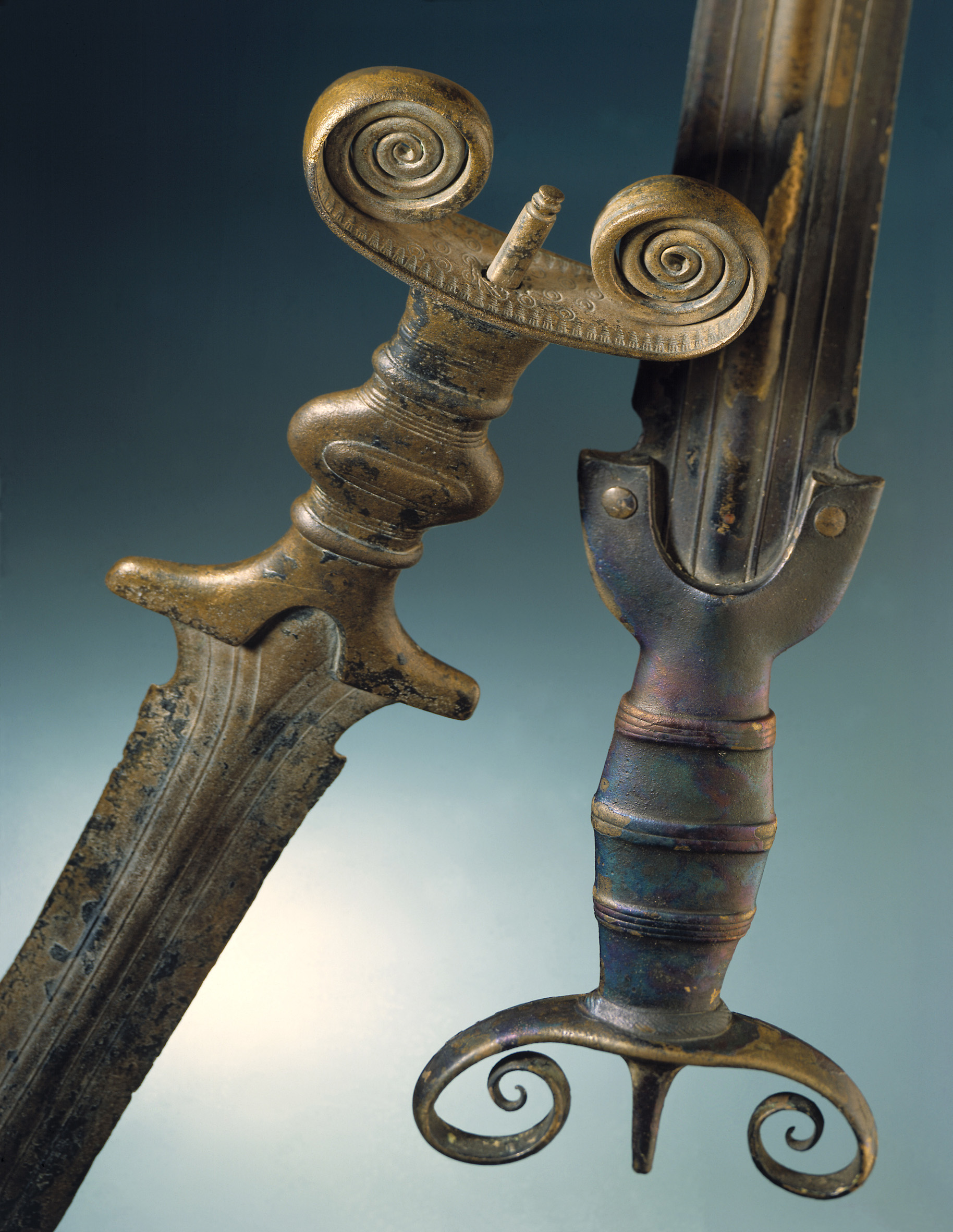
Empunhadura, com pomo em volutas, de uma espada de antenas

Estas armas inseriam-se no tipo das chamadas espadas "de antenas", "biglobulares", ou "de língua de carpa", devido ao tipo de empunhadura que, em vez de rematar num pomo (o chamado capulus) esférico ou em pinha, terminava com um remate que podia lembrar uma semilua, dois globos lado-a-lado, duas antenas, duas volutas retorcidas. Esta característica do pomo da empunhadura já veio herdada da Idade do Bronze e arrastou pela Idade do ferro adentro.
O gládio foi concebido para ser uma espada curta, leve, formidavelmente ágil e destra, com a qual tanto se podia desferir estocadas (ataque perfurante) ou talhadas (ataque cortante). Era, por isso, uma arma pontiaguda, aliás, embora fosse uma arma corto-perfurante, era especialmente mais eficaz como arma perfurante do que como arma cortante, tanto assim que a ponta era capaz de perfurar as cotas de malha rudimentares da época. Tinha uma lâmina bigume geralmente reta de ponta afiada e larga.
Os gládios romanos originais eram muito inspirados no modelo celtibero ou hispano, porém, com o passar dos tempos, o feitio foi evoluindo e simplificando-se, de tal sorte que se chegou ao chamado "modelo de pompeia", assim crismado por terem sido encontrados os primeiros exemplares desse tipo de gládio nessa cidade. O gládio de pompeia tem uma lâmina de folha recta e ponta mais curta do que o gládio hispano. Isto se deve a vários motivos seja de ordem militar, seja econômica.
Do que toca aos motivos de ordem militar, vale explicar que, na época, os adversários bárbaros com que os romanos se defrontavam, usavam menos armadura ou armaduras menos metálicas, o que, por um lado, desjustificava fazer espadas mais compridas, para poder estocar eficazmente.
Ainda neste cômputo militar, havia, ainda, o interesse em tornar as lâminas mais curtas, para tornar os movimentos de combate corpo-a-corpo mais rápidos, lestos e ágeis e menos propensos a entalar-se nas costelas do adversário, nos golpes trespassantes, como acontecia por vezes com os gládios originais.
De um ponto de vista económico, também havia interesse em usar menos metal, para baratear a fabricação daquela que era, para todos os efeitos, a arma principal de combate à curta distância e, portanto, daquelas que tinha maior tiragem de fabrico, dentro da panóplia das legiões romanas.

## Tipos de gládios
Embora haja características gerais, os gládios foram bastante variados nos seus feitios, consoante a época e os povos que os conceberam e usaram.

### Gládio Celta

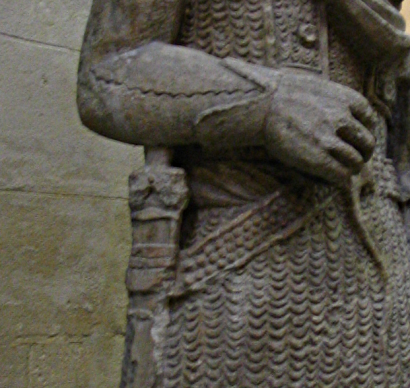
Pormenor de estátua de guerreiro gaulês, com gládio celta à ilharga

Concebido pelos gauleses e outros povos celtas do advento da Idade do Ferro, por torno de 650 a.C até pouco depois da conquista romana, pertencente à chamada cultura de La Tène, por ter sido na jazida arqueológica de La téne nas margens do lago Neuchâtel na Suiça, onde se descobriram os primeiros exemplares.
Ostentavam uma lâmina foliforme, ou seja, com a base junto ao chape da empunhadura mais estreita e depois alargando mais ao meio e voltando a estreitar-se à medida que se aproximava da ponta, como a forma de uma folha. A lâmina era bigume, ou seja, tinha dois fios cortantes de cada lado e teria cerca de 68 centímetros de comprimento, pesando aproximadamente de 950 gramas.
Um exemplo icônico desta espada, encontra-se na famosa Banda Desenhada de Albert Uderzo «Astérix», visto que o herói homônimo usa exatamente esse tipo de gládio.

### Gládio Grego
O gladius graecos, também denominado xifo, foi usado pelos hoplitas como arma secundária, empunhado só em último recurso, caso a formação das falanges quebrasse e já não fosse possível impor distância sobre o inimigo com a lança, que era, por sinal, a arma primária de eleição dos gregos clássicos.
No que respeita ao seu feitio, era foliforme, tal como o gládio celta, media em média 74 centímetros de comprimento e pesava aproximadamente um quilo.
Chegou a haver subtipos de gládios gregos, por exemplo, depois das Guerras Persas do século V a.C, os espartanos decidiram passar a usar um gládio de menores dimensões, com cerca de 50 centímetros de comprimento e pesando por volta de 800 gramas, a que denominaram o xiphidion (espadinha). Os rivais de Esparta chegavam a considerar o gládio espartano uma mera adaga (encheiridion), de tão reduzidas que eram as suas dimensões.
Esta mudança de configuração ficou-se a dever ao fato de os hoplitas espartanos serem especialmente apegados ao combate em formação, de lanças em riste, de forma que o xiphidion era visto como uma arma de último recurso, quando já não houvesse qualquer hipótese de impor a distância sobre o adversário. Pelo que era usado fundamentalmente como uma arma perfurante, para apunhalar o inimigo.
No século IV, o xiphidion também foi adoptado pelos beócios.

### Gládio Hispano
O gladius hispaniensis ou gladius hispanus foi usado entre 216 a.C e 20 a.C. Foi o gládio que serviu de paradigma aos primeiros gládios romanos.
Esta espada mediria entre 75 a 85 centímetros de comprimento, dos quais, 60 a 68 centímetros constituiriam a lâmina, e teria cerca de 5 centímetros de largura. Os exemplares mais pesados chegariam a pesos próximos de um quilo, porém, em média, o gládio hispano comum dificilmente chegaria aos 900 gramas. De todos os gládios, terá sido provavelmente o maior e mais pesado. A lâmina era foliforme, o que a distinguiu dos gládios que vieram depois, que apresentavam um formato mais retilíneo.

### Gládio de Mogúncia

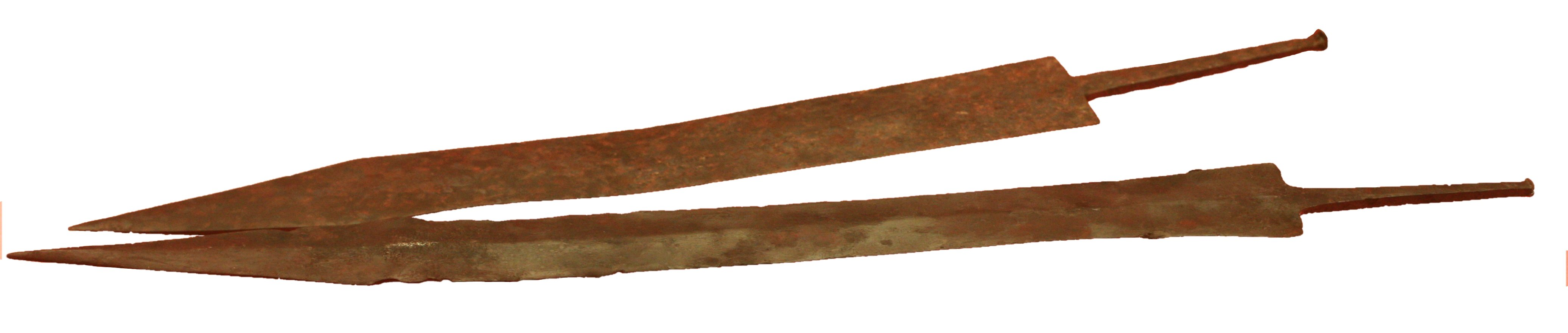
Gládio de Mogúncia

Era feito de ferro, com uma bainha de latão e bronze. A lâmina, de 50 a 55 centímetros de comprimento e 7 centímetros de largura, teria uma ponta mais triangular do que o gládio hispano, mas manteria o formato de folha. Pesaria cerca de 800 gramas.
Recebe o seu nome, de Mogúncia, por ter sido encontrada nessa cidade alemã das margens do Reno. Terá sido, com o passar dos tempos, substituída pelo gládio pompeu.
Também chamado espada de tibério ou espada tiberiana, por o exemplar mais famoso deste tipo de gládio conter uma representação do imperador Tibério, gravada na bainha, a fazer as honras a Augusto, deificado e representado na pose de Júpiter, ladeado pela deusa da Vitória e por Marte Ultor (Marte, o Vingador). Esse exemplar será, plausivelmente, uma espada comemorativa, mandada fazer por um general.

### Gládio Pompeu
Também chamado gládio de Pompeia, por ter sido encontrado o primeiro exemplar nessa cidade.
Este tipo de gládio foi, de longe, o mais popularizado no império romano. Tem uma lâmina reta de dois gumes paralelos, rematando numa ponta triangular e uma empunhadura tradicionalmente revestida com madeira. De todos os gládios usados pelos romanos, foi o mais curto, medindo 60 centímetros de comprimento, dos quais a lâmina mediria à volta de 45 centímetros de comprimento e 5 centímetros de largura. Pesava por volta de 700 gramas. Era a principal arma dos legionários.